# Henry Paget (5e marquis d'Anglesey)
Henry Cyril Paget, 5e marquis d'Anglesey (16 juin 1875 - 14 mars 1905), titré comte d'Uxbridge entre 1880 et 1898, et surnommé « Toppy », est un pair britannique qui se distingue au cours de sa courte vie pour avoir gaspillé son héritage dans une vie sociale somptueuse et accumulant des dettes massives. Considéré comme le « mouton noir » de la famille, il est surnommé « le marquis dansant » et pour sa Danse des papillons, tiré de Loïe Fuller, où une volumineuse robe de soie blanche transparente serait agitée comme des ailes.
Vicary Gibbs, écrivant dans The Complete Peerage en 1910, commente qu'il « semble n'avoir existé que dans le but de donner une illustration mélancolique et inutile de la vérité qu'un homme avec les meilleures perspectives, peut, par la folie et l'extravagance les plus folles, comme le dit Thomas Browne, faites une fausse couche au profit de l'humanité, jouez une vie unitaire et avez vécu en vain.

## Jeunesse
Paget est le fils aîné du 4e marquis et de sa seconde épouse, Blanche Mary Boyd. Cependant, des rumeurs persistent selon lesquelles son père biologique est l'acteur français Benoît-Constant Coquelin, une rumeur qui gagne du terrain lorsque, selon certaines sources, après la mort de sa mère en 1877, alors qu'il a deux ans, Paget aurait été élevé par la belle-sœur de Coquelin à Paris jusqu'à l'âge de huit ans. Cette histoire semble avoir été une confusion de faits. La belle-sœur, née Edith Marion Boyd, est la tante du quatrième marquis, l'une des sœurs de sa mère, et elle n'épouse le frère de Coquelin, Gustave, qu'en 1891. Sa belle-mère de 1880 est une Américaine, Mary "Minna" Livingston King, la veuve de l'hon. Henri Wodehouse.
Il étudie au Collège d'Eton, puis reçoit des cours particuliers, et est nommé lieutenant dans le 2e Bataillon de volontaires des Royal Welsh Fusiliers. Le 20 janvier 1898, il épouse sa cousine Lilian Florence Maud Chetwynd (1876-1962). À la mort de son père le 13 octobre 1898, il hérite de son titre et des domaines familiaux d'environ 30 000 acres (121,4056926 km2) dans le Staffordshire, le Dorset, l'Anglesey et le Derbyshire, procurant un revenu annuel de 110 000 £ (équivalent à 12 millions par an).

## Mode de vie

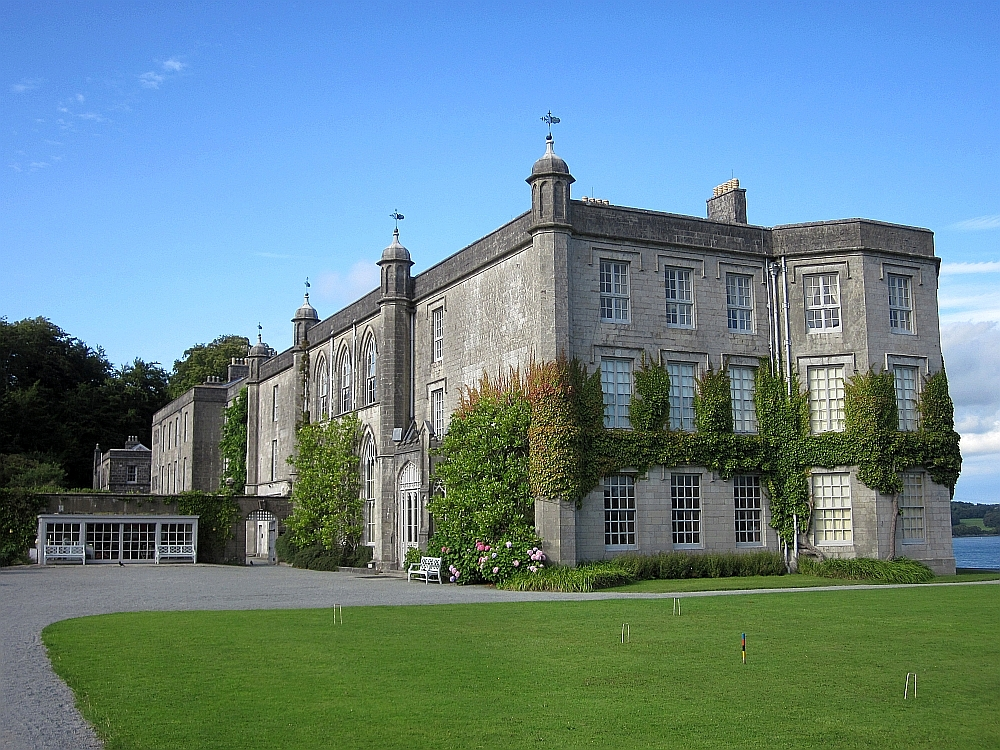
Plas Newydd, maison de campagne de Paget sur Anglesey

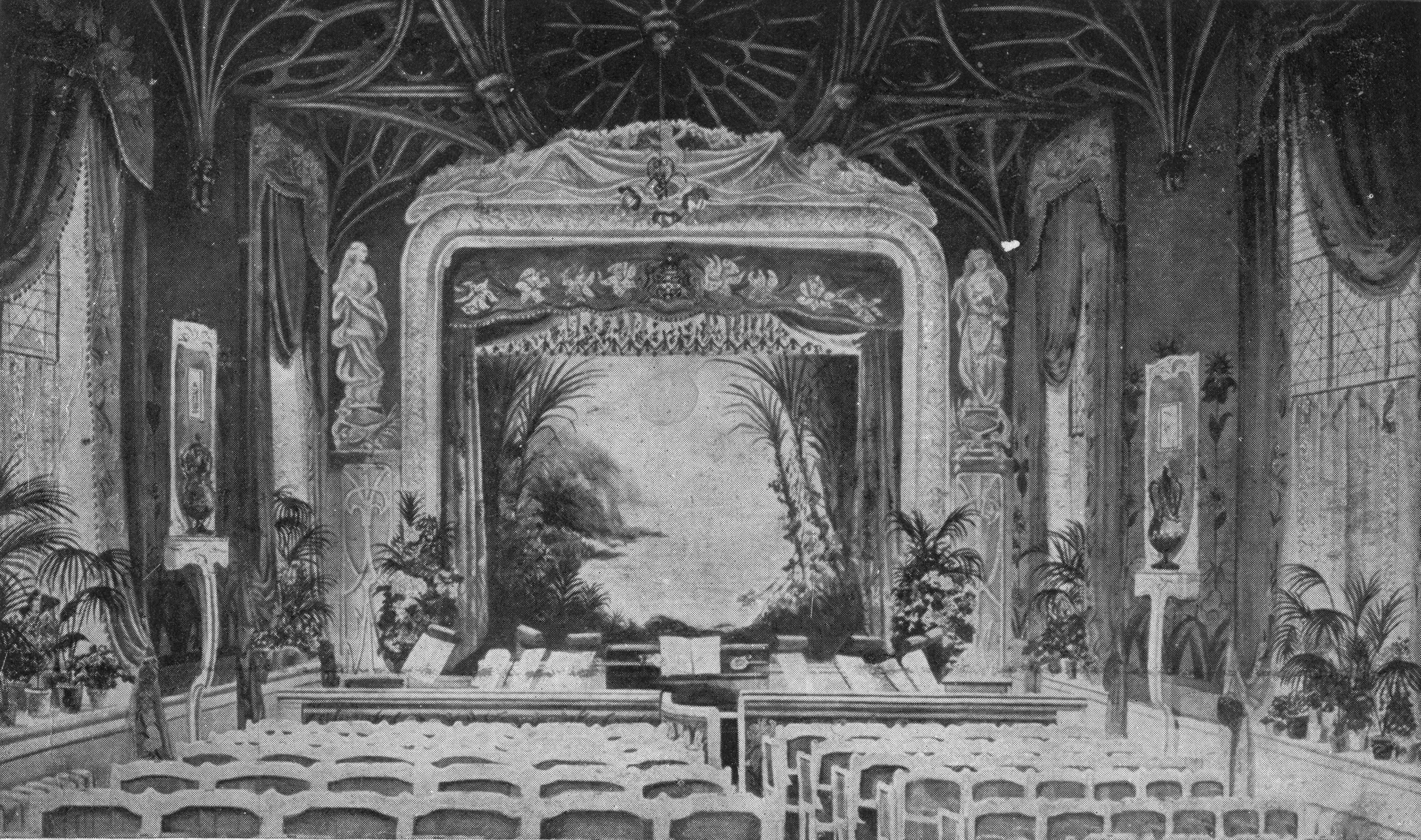
Intérieur du théâtre Gaiety de Paget à Plas Newydd

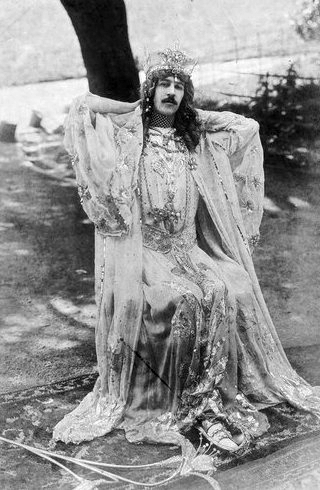
Henry Paget en costume de théâtre, vers 1900

Paget acquiert rapidement la réputation d'un mode de vie somptueux et dépensier. Il utilise son argent pour acheter des bijoux et des fourrures, et organise des fêtes extravagantes et des représentations théâtrales flamboyantes. Il rebaptise le siège de campagne de la famille Plas Newydd en "Château d'Anglesey" et convertit la chapelle en un théâtre de 150 places, nommé Gaiety Theatre. Ici, il joue le rôle principal, richement costumé, dans des productions allant de la pantomime et de la comédie aux représentations dUn mari idéal d'Oscar Wilde et dHenry V de Shakespeare. Les premières représentations commençant vers 1899 sont principalement des représentations de variétés de chansons et de numéros de danse, de sketchs et de tableaux vivants devant un public invité de notables locaux. En 1901, le Gaiety Theatre est rénové et équipé d'un éclairage de scène électrique et ouvre ses portes en tant que lieu de divertissement public.
Pendant trois ans, Paget emmène sa compagnie de théâtre en tournée en Grande-Bretagne et en Europe. Sa femme désapprouve son mode de vie et obtient un jugement définitif de divorce le 7 novembre 1900 ; le mariage est ensuite annulé en raison de la non-consommation, selon le petit-fils de Lady Anglesey par son second mariage, l'historien Christopher Simon Sykes. La rupture de son mariage donne effectivement à Paget plus de liberté pour profiter de son style de vie. À ce stade, il a déjà commencé à hypothéquer ses biens pour lever des fonds.

### Vol
Le 10 septembre 1901, Paget assiste à la première à Londres de l'adaptation théâtrale de Sherlock Holmes par Arthur Conan Doyle au Lyceum Theatre de Londres. À l'époque, Paget vit à l'hôtel Walsingham House à Londres. Le valet français de Paget, Julian Gault, profite de l'absence de son employeur au théâtre pour voler des bijoux d'une valeur de 50 000 £. Désemparé par le vol, Paget demande l'aide de Conan Doyle pour retrouver les bijoux volés. Gault, qui est ensuite arrêté à Douvres, témoigne devant le tribunal qu'il a été chargé de voler les bijoux par une femme française de sa connaissance appelée Mathilde (qui a emmené les bijoux en France et n'a jamais été retrouvé). Bien que le témoignage de Gault ait été considéré comme véridique, il plaide coupable à l'Old Bailey le 22 octobre et est condamné à cinq ans d'emprisonnement.

## Sexualité
Le style de vie scandaleux et flamboyant de Paget, son goût pour le travestissement et la rupture de son mariage conduisent beaucoup à supposer qu'il est homosexuel. Écrivant en 1970, le réformateur homosexuel H. Montgomery Hyde le qualifie de "[l]'homosexuel aristocratique le plus notoire à cette période". Un journaliste écrit : « Je suis conduit à la conclusion de beaucoup de ce que j'ai vu qu'il y a des hommes qui auraient dû naître femmes, et des femmes qui auraient dû naître hommes… Ayant la forme d'un homme, il avait pourtant tous les goûts, quelque chose même de l'apparence, non seulement d'une femme, mais, si la phrase est permise, d'une femme très efféminée". Norena Shopland écrit qu'« il ne fait aucun doute qu'Henry doit être inclus dans l'histoire de l'identité de genre ».
Il n'y a aucune preuve pour ou contre le fait qu'il ait eu des amants de l'un ou l'autre sexe : l'historienne Viv Gardner croit plutôt qu'il est « un narcissique classique : la seule personne qu'il pouvait aimer et faire l'amour est lui-même, parce que, pour une raison quelconque, il est « pas aimable »". La destruction délibérée par sa famille de ceux de ses papiers qui auraient pu régler cette affaire laisse toute évaluation spéculative.
Cependant, selon Christopher Sykes, il n'a pas de relations sexuelles avec sa femme, qui l'a initialement quitté après seulement six semaines. Sykes rapporte: "Le mariage le plus proche de la consommation était qu'il la faisait poser nue couverte de haut en bas de bijoux et elle devait dormir avec les bijoux.".

## Problèmes financiers et mort
En 1904, malgré son héritage et ses revenus, Paget accumule des dettes de 544 000 £ (60 millions en 2015) et est déclaré en faillite le 11 juin. Sa somptueuse garde-robe, en particulier ses robes de chambre de Charvet, et ses bijoux sont vendus pour payer les créanciers, les bijoux à eux seuls procurant 80 000 £.
En 1905, Paget meurt à Monte-Carlo des suites d'une longue maladie, avec son ex-femme à ses côtés, et sa dépouille est enterrée à l'église St Edwen, Llanedwen, sur son domaine d'Anglesey. Le Times rapporte que malgré tout ce que l'on savait de lui, il restait très apprécié des habitants de Bangor, qui étaient désolés d'apprendre sa mort. En 1909, Lilian, marquise d'Anglesey, épouse John Francis Gray Gilliat (un banquier) dont elle a trois enfants.
Le titre passe à son cousin Charles Henry Alexander Paget, qui détruit tous les papiers du 5e marquis et reconvertit le Gaiety Theatre en chapelle. C'est au moins en partie à cause des dettes laissées par le 5e marquis que le principal domaine anglais de la famille à Beaudesert, dans le Staffordshire, est démantelé et vendu dans les années 1930. La famille Paget s'installe à Plas Newydd comme résidence permanente.

## Héritage
Plas Newydd reste en possession de la famille Paget jusqu'en 1976, date à laquelle il est donné au National Trust. Aujourd'hui, la maison et les jardins sont ouverts au public et la maison contient une collection d'art qui comprend un certain nombre de photographies du 5e marquis en costume de théâtre.
En mars 2020, un diadème en diamant qui aurait été porté par le 5e marquis est mis aux enchères (pas par la famille Paget) à la Foire européenne des beaux-arts 2020 à Maastricht. Il n'y a aucune preuve que Paget ait jamais possédé le diadème, mais il a été porté par Marjorie, marquise d'Anglesey (épouse du 6e marquis) lors du couronnement du roi George VI en 1937,,.
En 2017, l'acteur et compositeur Seiriol Davies écrit et joue (dans How To Win Against History, une comédie musicale basée sur la vie de Paget. Le spectacle primé est présenté au Edinburgh Festival Fringe 2017 avant une tournée au Pays de Galles et en Angleterre,,,. En 2019, le spectacle a eu sa première irlandaise au Dublin Theatre Festival.